# Eclipsa de Soare din 3 august 2054

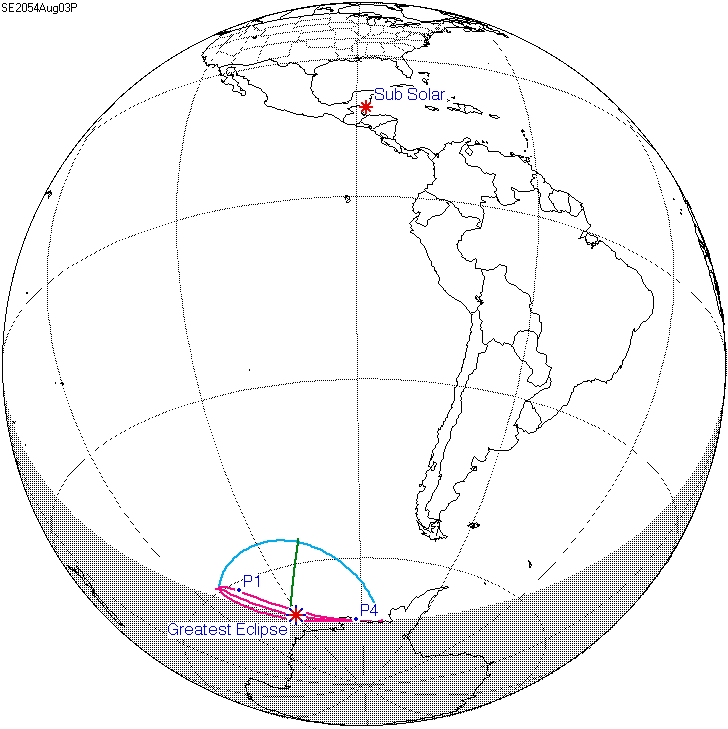
Harta eclipsei de Soare din 3 august 2054.
(Eclipse Predictions by Fred Espenak, NASA's GSFC.)

O eclipsă de Soare se va produce luni, 3 august 2054. Va fi o eclipsă parțială de Soare și va fi vizibilă îndeosebi în Antarctica.
O eclipsă de Soare are loc atunci când Luna trece între Pământ și Soare, întunecând astfel total sau parțial imaginea Soarelui pentru un privitor de pe Pământ. O eclipsă parțială de Soare are loc în regiunile polare ale Pământului atunci când centrul umbrei Lunii nu atinge Pământul. 
Acest eveniment va fi cel de-al 71-lea și ultimul membru al seriei 117, din ciclul Saros.
Această eclipsă face parte dintr-o serie semestrială. O eclipsă dintr-o serie semestrială de eclipse de Soare se repetă aproximativ la fiecare 177 de zile și 4 ore (un semestru) la noduri alternative ale orbitei Lunii.